# Ивченко, Михаил Лаврентьевич
Михаи́л Лавре́нтьевич И́вченко (29 октября 1916 — 7 октября 1944) — снайпер 8-й стрелковой роты, 28-го гвардейского стрелкового полка (10-й гвардейской стрелковой дивизии, 14-й армии, Карельского фронта, гвардии ефрейтор. Герой Советского Союза.

## Биография
Михаил Ивченко родился в семье крестьянина в деревне Тимонино (ныне Ачинский район, Красноярский край) 29 октября 1916 года. Русский. Окончив начальную школу, некоторое время работал сначала возчиком, а с 1933 года — бригадиром в колхозе.
В ряды Красной Армии Михаил Лаврентьевич был призван в 1940 году и был направлен в стрелковую часть Заполярья. С июня 1941 года — участник Великой Отечественной войны — снайпер 8-й стрелковой роты 28-го гвардейского стрелкового полка 10-й гвардейской стрелковой дивизии 14-й армии Карельского фронта.

### Подвиг
Свой подвиг Михаил Лаврентьевич совершил в первый день Петсамо-Киркенесской операции — 7 октября 1944 года. 10-я гвардейская стрелковая дивизия, в составе которой воевал Ивченко, к югу от озера Чапр штурмовала высоту Малый Кариквайвиш, после длительного обстрела высоты советской артиллерией. Когда 8-я стрелковая рота Михаила Ивченко подходила к одному из подавленных огнём артиллерии ДЗОТов, оттуда открылся пулемётный огонь, заставивший роту залечь и приостановить наступление. Михаил Ивченко смог подползти к ДЗОТу вплотную и с 10—15 метров закинуть в амбразуру гранату. Однако, пулемётный огонь возобновился спустя всего минуту. После чего Ивченко бросился и закрыл амбразуру своим телом.
Указом Президиума Верховного Совета СССР от 2 ноября 1944 года «за образцовое выполнение боевых заданий командования на фронте борьбы с немецко-фашистскими захватчиками и проявленные при этом мужество и героизм» гвардии ефрейтор Ивченко Михаил Лаврентьевич удостоен звания Героя Советского Союза посмертно с вручением ордена Ленина.

## Память

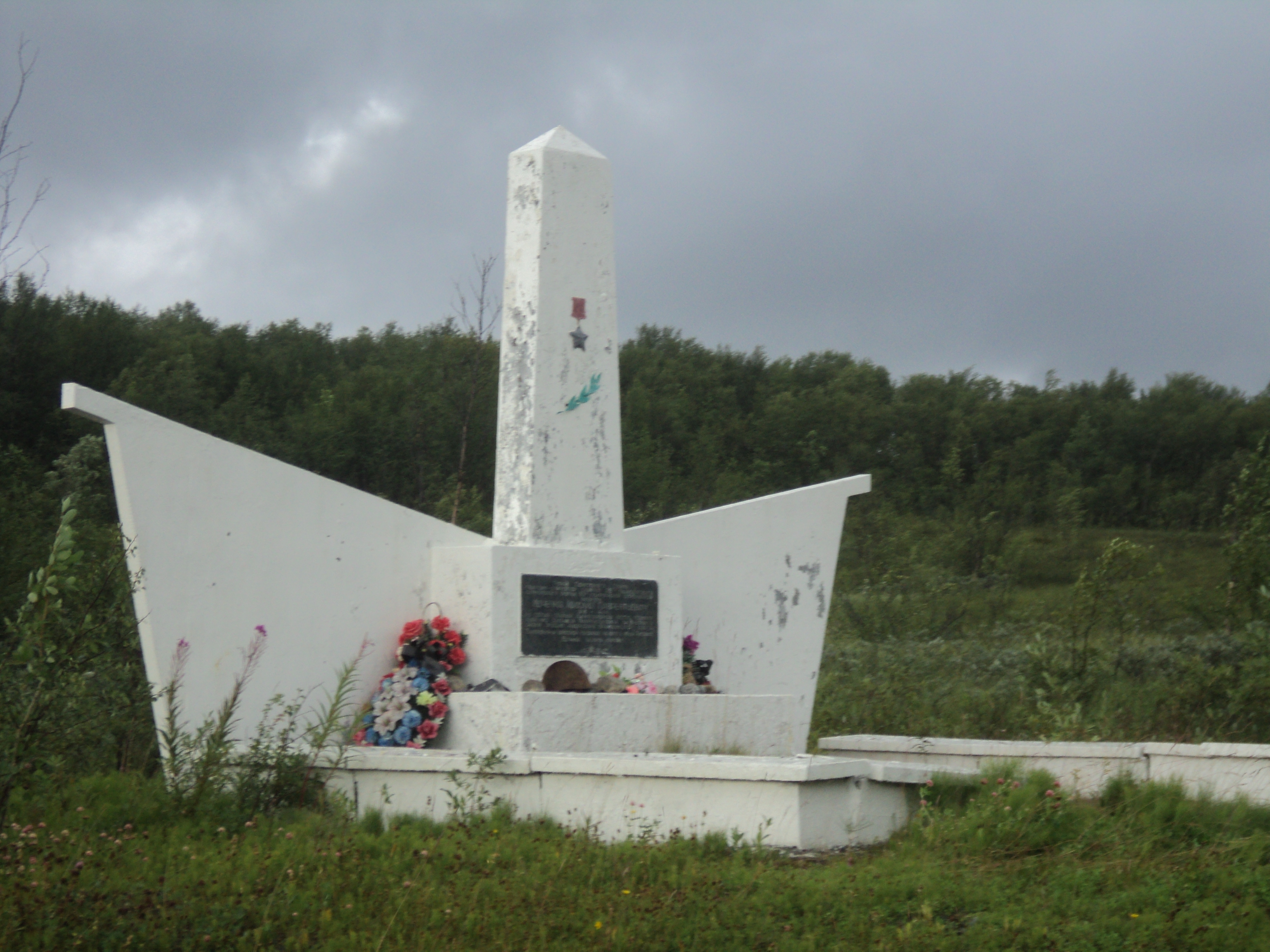
Памятник М. Л. Ивченко на трассе «Кола».

Похоронен герой в братской могиле мемориального комплекса Долины Славы в Мурманской области. Именем Михаила Ивченко названы улицы в Мурманске, Красноярске и в Полярном. В родном районе Михаила Лаврентьевича в селе Лапшиха Герою установлен памятник. С 14 мая 1964 года гвардии ефрейтор Ивченко Михаил Лаврентьевич навечно зачислен в списки стрелковой роты гвардейского мотострелкового полка.